# Dejan Vukićević
Dejan Vukićević (chirilic: Дејан Вукићевић; n. 27 aprilie 1968) este un antrenor muntenegrean de fotbal și fost fotbalist care juca pe poziția de mijlocaș. El este unicul antrenor care a câștigat Prima Ligă Muntenegreană cu două cluburi diferite: FK Zeta și FK Mogren.

## Palmares

### Ca jucător
Budućnost
- Cupa Balcanică

Finalist: 1991
Partizan
- Prima Ligă Iugoslavă: 1995–96, 1996–97

### Ca antrenor
Zeta
- Prima Ligă Muntenegreană: 2006-07

Mogren
- Prima Ligă Muntenegreană: 2008–09
- Cupa Muntenegrului: 2007–08